# Walk Away Renée
«Walk Away Renée» es una canción de la banda estadounidense The Left Banke. Fue publicada el 30 de septiembre de 1966 como el sencillo principal de su primer álbum de estudio, Walk Away Renée/Pretty Ballerina.
«Walk Away Renée» debutó en el puesto número 69 en el Billboard Hot 100 durante la semana del 10 de septiembre de 1966.

## Escritura y temática
Michael Brown ha declarado que la canción es una de las que escribió sobre Renée Fladen (más tarde Fladen-Kamm), la entonces novia del bajista de The Left Banke, Tom Finn, y objeto del afecto de Brown. Ella estuvo asociada con la banda durante algunas semanas y fue descrita como una rubia alta y de espíritu libre. Brown escribió la canción un mes después de conocerla. «Walk Away Renée» fue una de una serie de canciones de amor que Brown escribió para ella. Otros trabajos sobre Fladen incluyen el segundo éxito de la banda «Pretty Ballerina» y «She May Call You Up Tonight». Después de décadas de oscuridad, fue identificada en 2001 como una destacada cantante, profesora de canto y artista en la costa oeste.
Sin embargo, el coescritor Tony Sansone ha dado una versión diferente del origen de la canción y afirma que él es el escritor principal. Sansone ha declarado en entrevistas que él escribió la letra y eligió al azar el nombre de Renée porque los Beatles usaron el nombre “Michelle” en su exitosa canción del mismo nombre; también eligió un nombre francés, Renée.

## Composición y arreglos
Musicalmente, «Walk Away Renée» ha ha sido descrita como una canción de baroque pop y pop rock. Fue producida por World United Productions, Inc., y arreglada por John Abbott. La canción presenta un solo de flauta tocado durante el puente instrumental de la parte media de la canción. Brown se inspiró en añadirlo por la canción de The Mamas & The Papas, «California Dreamin'», que había sido grabada en noviembre de 1965, pero no fue un éxito inmediato hasta principios de 1966. El arreglo de «Walk Away Renée» también incluye un exuberante orquestación de cuerdas, una parte de clavicémbalo tintineante y una melodía de bajo cromática descendente. La canción ha sido ampliamente considerada como la quintaesencia del género “pop barroco”, y una de las canciones más destacadas de 1966.

## Legado
En 2004, la revista Rolling Stone clasificó a «Walk Away Renée» en la posición #222 en su lista de “las 500 mejores canciones de todos los tiempos”. El sitio web Singersroom clasificó a «Walk Away Renée» en la posición #40 en su lista de “las 100 mejores canciones de 1966”.

## Posicionamiento

### Gráfica semanal
| Gráfica (1966)                     | Pico de posición |
| ---------------------------------- | ---------------- |
| Canadá (RPM Top Singles)           | 3                |
| Estados Unidos (Billboard Hot 100) | 5                |
| Estados Unidos (Cashbox Top 100)   | 2                |
| Nueva Zelanda (Listener)           | 5                |

### Gráfica de fin de año
| Gráfica (1966)                     | Pico de posición |
| ---------------------------------- | ---------------- |
| Estados Unidos (Billboard Hot 100) | 40               |
| Estados Unidos (Cashbox Top 100)   | 76               |